# خليفي أحمد
خليفي أحمد (1921 – 18 مارس 2012)، مغني جزائري وأستاذ للأغاني البدوية الجزائرية.
كان قيد حياته متزوج، أنجب 08أولاد 

## شبابه
ولد سنة 1922 بسيدي خالد، نشأ وترعرع في بلدته، وقضى طفولته في وسط عائلته المحافظة كجميع أسر أولاد بن خليفة، فكان خليفي أحمد من الذين قرؤوا القرآن وحفظ نصفه. ينتسب إلى قبيلة أولاد بخليفة التي تسكن دائرة رأس الوادي ولاية برج بوعريريج
وكان يقوم في الأوقات الأخرى بحفظ القصائد الدينية التي تلقاها من أخواله سي الحاج وسي بن خليفة، وقد أخذ منهم الكثير في ميدان الفن.

## ظهوره في الإذاعة
انتقل خليفي أحمد إلى قصرالشلالة عند أخواله وعمره 20 سنة نظرا لكونه كان عاطلا عن العمل وعمل نجارا وكان يُحيِي الحفلات في المساء سنة 1945. وتعرّف في قصرالشلالة إلى السيد سليم الذي كان يعمل بالإذاعة فأخذه معه وقدمه للجمهور.
وقد كان له شرف المشاركة في حصة الجيلالية بالإذاعة رفقة الأستاذ عبد الرحمان عزيز في الفترة ما بين 1956 إلى غاية 1958، وقد سطع نجمه في الأغنية الصحراوية والقصائد الدينية، والآياي وأول ما غنى خليفي أحمد عند احترافه أغنية * قمر الليل * للشاعر عبد الله بن كريو من الأغواط

## أعماله
وقد غنى خليفي أحمد لفحول الشعراء أمثال الشيخ سي بن يوسف، والشيخ بن قيطون، والشيخ سماتي، وكلهم من أبناء بلدته، وغنى كذلك للشيخ عيسى بن علال من قصر الشلالة

## حضوره الدولي
وقد استطاع خليفي أحمد أن يكون أحسن سفير للأغنية البدوية وتحصل على جوائز وميداليات وتكريمات من عدة دول، لم يكن هذا من باب المجاملة، ولكن الأستاذ فرض فنه وبقوة، وأعطاه كل ما يملك من قدرات صوتية وفنية، مما جعله يتربع على عرش الأغنية البدوية.
ومن جملة المهرجانات والأسابيع الثقافية التي انتقل إليها خليفي أحمد الأسبوع الثقافي بتونس سنة 1967 وقد كرم وترك بصماته عند الأشقاء، وعاد إليها مرة ثانية بمناسبة انعقاد مهرجان قرطاج الدولي، وقلد وسام من الدرجة الثانية للمحافظة على التراث.
كما زار الشقيقة ليبيا التي لقي فيها إقبالا جماهيريا على الأغنية الصحراوية الجزائرية.
وقد تألق خليفي أحمد سنة 1979 بسوريا في إطار ملتقى ألأغنية العربية المتلفزة ونال الميدالية الذهبية
وزار العربية السعودية بمناسبة الأسبوع الثقافي الجزائري بالسعودية وكذلك الأسبوع الثقافي باليمن وترك انطباعا جد حسن في البلدين.
وكان يحيي سهرات بالمغرب تقريبا في كل المناسبات، والأسابيع الثقافية الجزائرية بالمغرب، فقد أحيا على سبيل المثال لا الحصر في سنة 1988 حفلا بمناسبة عيد الملك الحسن الثاني وعيد الشباب بالمغرب.

## تكريمه
وفي سنة 1989 كان له حضور بمناسبة عيد العرش الملكي، وألبسه الملك الحسن الثاني، الحلة الشرفية وكرمه أحسن تكريم.
ويضاف إلى ذلك التكريم الذي أخصه به وزير البيئة الدكتور شريف رحماني الذي قام بزيارته له في بيته.
وقد كرمته التلفزة الوطنية في سنة 2006 وبحظور رجال الدولة يتقدمهم السيد رئيس الحكومة عبد العزيز بالخادم وشخصيات سياسية وفنية، وكان حقا تكريما رائعا في مستوى الأستاذ خليفي أحمد الذي ظل شامخا كالطود طيلة هذا العمر.

## وفاته
توفي خليفي أحمد يوم 18 مارس اذار 2012 عن عمر يناهز 91 سنة 
و هذا تقرير بثته قناة العربية عن وفاته.
https://www.youtube.com/watch?v=7CqwDPpMM-0